# Les Violons du Roy
Ne doit pas être confondu avec Les Vingt-Quatre Violons du Roi.
 (février 2024).
L'article doit être relu — et modifié si nécessaire — par des contributeurs indépendants pour apporter un regard critique aux contributions effectuées en violation des conditions d'utilisation de Wikipédia, tant sur la forme (notamment concernant le style encyclopédique, la proportionnalité) que sur le fond (la neutralité de point de vue, la qualité et l'indépendance des sources).
 (février 2024).

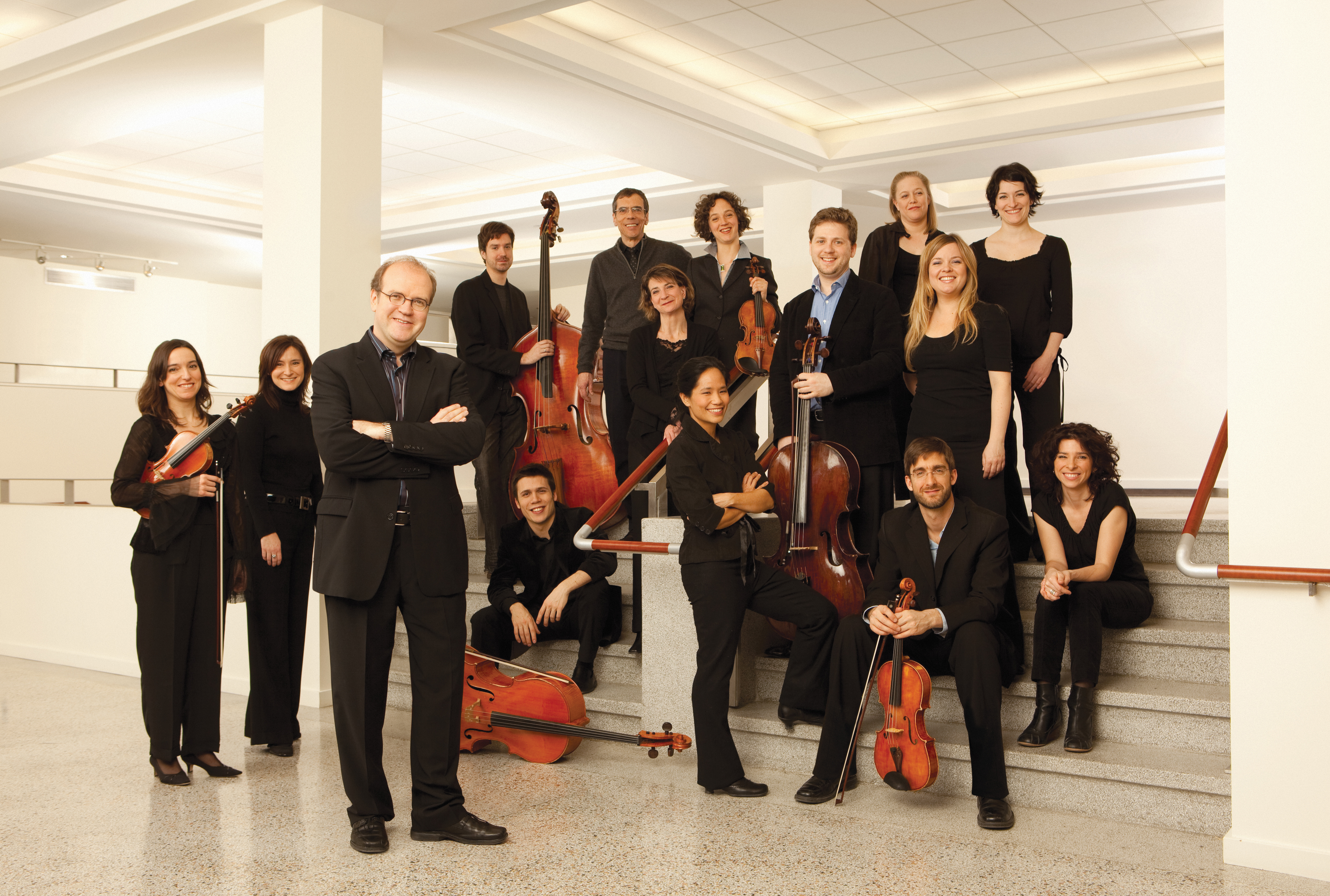
Bernard Labadie et Les Violons du Roy (2010)

Les Violons du Roy sont un orchestre de chambre québécois fondé en 1984.
En 1986, les membres du Conseil d'administration sont la présidente Charlotte Lapointe, directrice des affaires publiques à Bell Canada, Rémon Blouin, François Magnan, Yves Côté, Me Pierre Turgeoin, Josée Bélanger (Alcan), Jean Turgeon, cousin du ministre André Ouellet, Elise Paré-Tousignant et le directeur musical Bernard Labadie.

## Description
L'activité principale des Violons du Roy et de La Chapelle de Québec est la production de concerts aux plans national et international. Les Violons du Roy et La Chapelle de Québec produisent deux saisons régulières, une à Québec et l’autre à Montréal. À ces saisons s’ajoutent des tournées au Québec, au Canada et à l'étranger.
Au cœur de la vie musicale de Québec, et bien connus ailleurs au Canada par leurs nombreux concerts et enregistrements diffusés sur les ondes de Radio-Canada et de CBC (tous les concerts des Violons du Roy avec La Chapelle de Québec, depuis leurs débuts, y ont été diffusés), ils ont donné plus d’une centaine de concerts en Allemagne, en Angleterre, en Autriche, en Belgique, en Équateur, en Espagne, aux États-Unis, en France, en Israël, au Maroc, au Mexique, en Norvège et aux Pays-Bas.
En véritables ambassadeurs jouissant d’une réputation internationale qui fait la fierté du Québec, leurs visites remarquées au Kennedy Center à Washington, au Carnegie Hall à New York, au Walt Disney Concert Hall à Los Angeles, au Michigan University Musical Society de Ann Arbor, au Roy Thompson Hall de Toronto, aux festivals du Rheingau et du Schleswig-Holstein en Allemagne et au légendaire Concertgebouw d’Amsterdam témoignent d’une reconnaissance internationale toujours grandissante.
Le travail des Violons du Roy et de La Chapelle de Québec est comparable à celui des orchestres et des chœurs les plus réputés mondialement. De plus, Les Violons du Roy ont la particularité de réunir « le meilleur des deux mondes » soit la brillance sonore des instruments modernes et la légèreté et les raffinements d’articulation des instruments d’époque.
Cette qualité unique ainsi que toutes les réalisations des Violons du Roy et de La Chapelle de Québec sont attribuables à un travail d’équipe efficace. À ce titre, Bernard Labadie a su s’entourer de collaborateurs dynamiques, dévoués et impliqués dans leur milieu. Ayant le souci de l’excellence, Les Violons du Roy et La Chapelle de Québec ne perdent jamais de vue leur premier objectif qui est de rendre accessible au plus large public possible une musique de qualité interprétée par un orchestre et un chœur de réputation internationale.
Les Violons du Roy sont résidents du Palais Montcalm.